# Herlify
Herlify (německy Riedelhof[zdroj?]) jsou malá vesnice, část okresního města Havlíčkův Brod. Nachází se asi 3 km na jihovýchod od Havlíčkova Brodu. V roce 2009 zde bylo evidováno 41 adres. V roce 2001 zde žilo 51 obyvatel.
Herlify leží v katastrálním území Termesivy o výměře 5,06 km2.

## Další fotografie

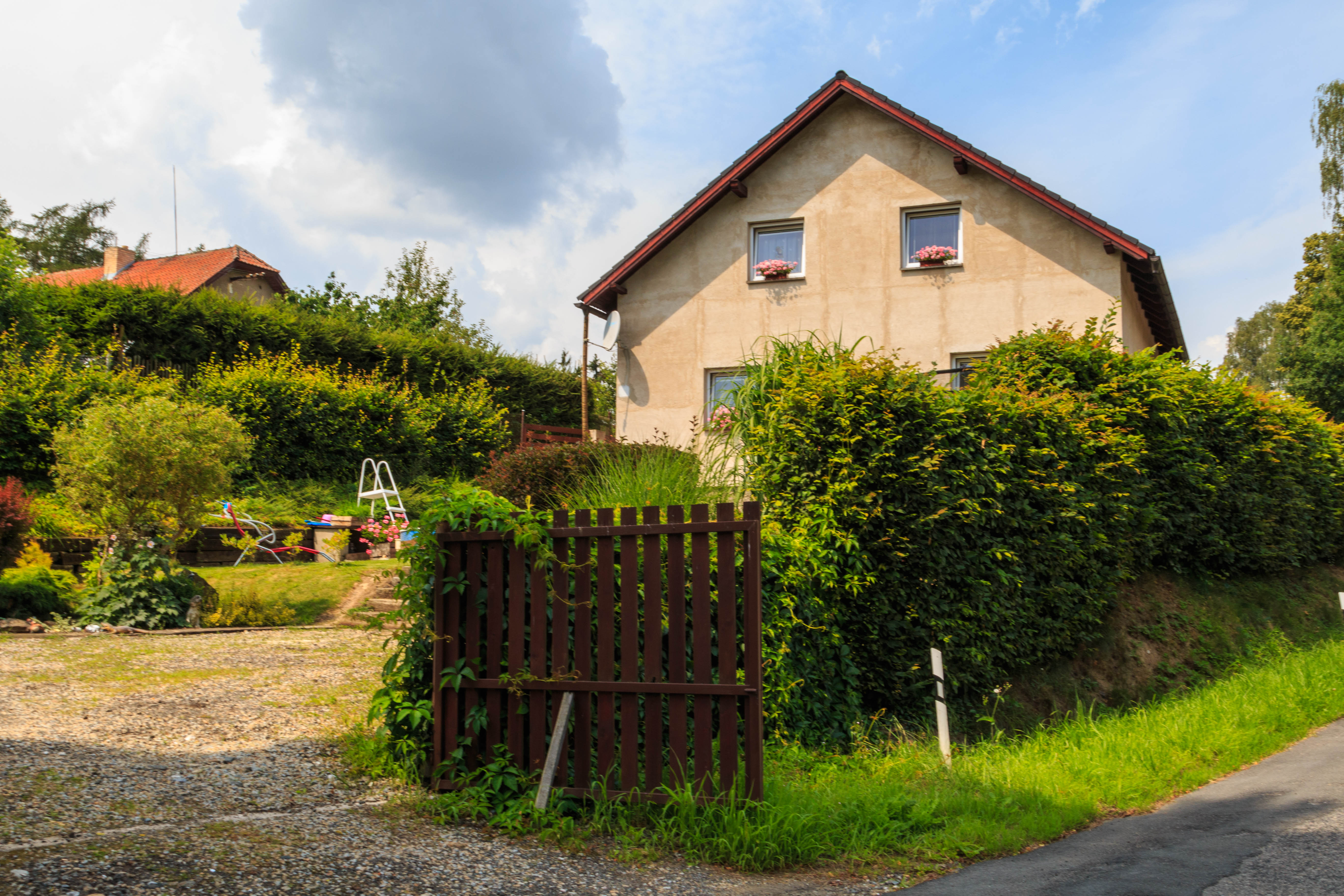
Herlify čp. 122
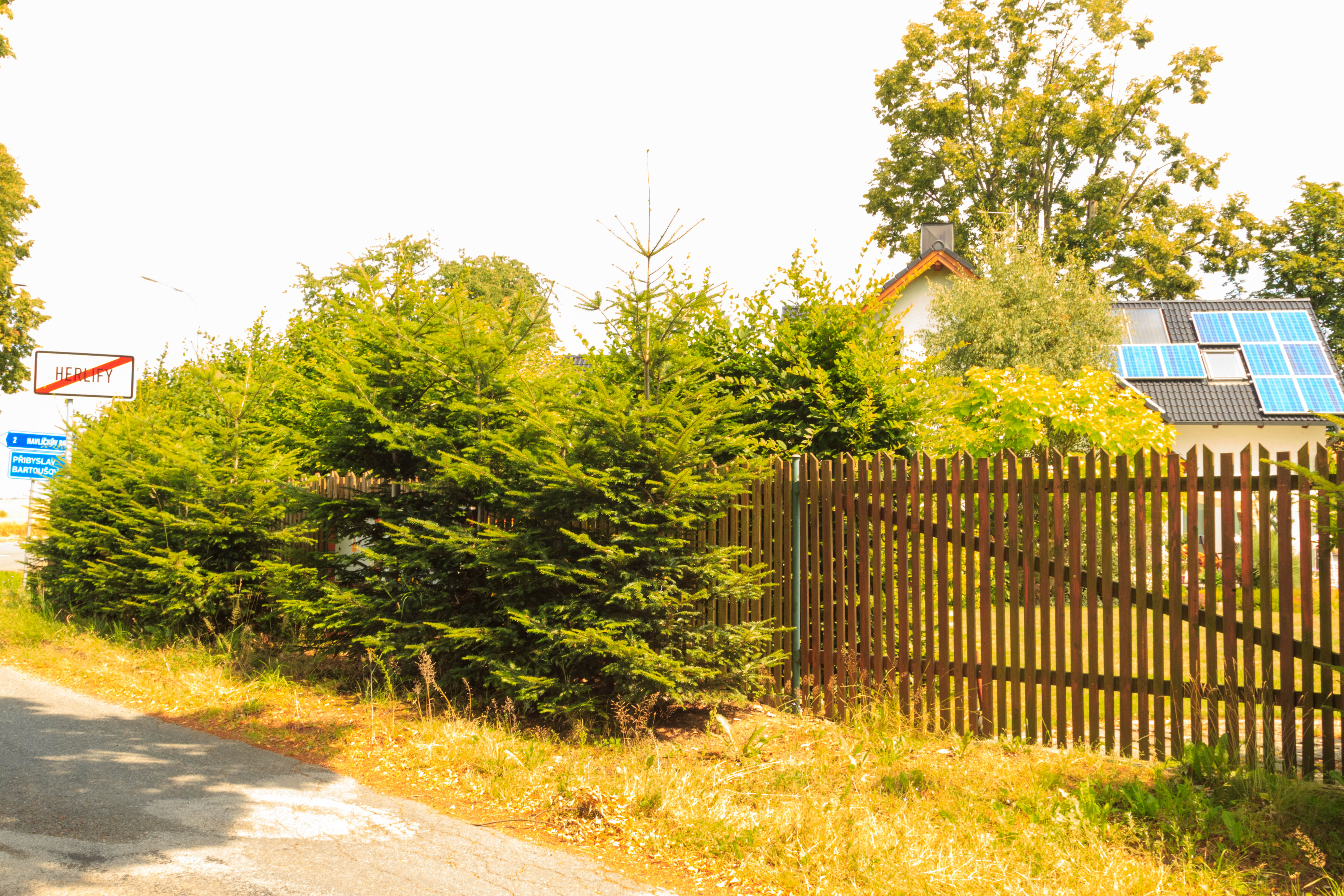
Herlify.jpg